# Heteropoda longipes
Heteropoda longipes là một loài nhện trong họ Sparassidae.
Loài này thuộc chi Heteropoda. Heteropoda longipes được Ludwig Carl Christian Koch miêu tả năm 1875.